# Kasha Jacqueline Nabagesera
Kasha Jacqueline Nabagesera là một phụ nữ Uganda hoạt động đấu tranh cho quyền của những người LGBT (đồng tính luyến con gái, đồng tính luyến ái nam, lưỡng tính luyến ái, chuyển đổi giới tính).

## Hoạt động
Cô là người đồng sáng lập và làm giám đốc điều hành tổ chức "Freedom and Roam Uganda", một tổ chức đấu tranh cho quyền của người LGBT. Cô đã công khai đấu tranh để chấm dứt tình trạng thù ghét người đồng tính luyến ái ở Uganda, nơi mà sự đồng tính luyến ái là bất hợp pháp.
Năm 2009, nghị sĩ David Bahati đã nộp một dự luật gọi là "Anti-Homosexuality Bill" ra trước Quốc hội Uganda, nhằm hình sự hóa tội đồng tính luyến ái. Tuy nhiên, trước sự đấu tranh của Tổ chức Freedom and Roam Uganda và trước áp lực quốc tế, dự luật này đã bị hoãn nhiều lần, cho đến nay vẫn chưa được Quốc hội biểu quyết.
Tháng 10 năm 2010, tuần báo Rolling Stone của Uganda đã đăng danh sách kèm hình ảnh của 100 người được cho là đồng tính luyến ái, trong đó có Nabagesera và người bạn David Kato trong cùng tổ chức của cô. dưới đầu đề "Hang Them" (Hãy treo cổ chúng). Tổ chức Freedom and Roam Uganda đã kiện tờ báo trên, và thẩm phán Vincent Musoke-Kibuuka đã ra phán quyết cấm tuần báo Rolling Stone đăng tên và hình các người đồng tính luyến ái vì vi phạm quyền tự do cơ bản của họ, đồng thời tuyên phạt tờ báo phải bồi thường cho những người kiện mỗi người 1, 5 triệu "Shilling Uganda" (tương đương 500 Euro)
Sau thắng lợi trong vụ kiện kể trên ít lâu, ngày 26.1.2011 David Kato đã bị ít nhất một kẻ lạ mặt xông vào giết chết tại nhà của anh bằng 2 nhát búa giáng vào đầu.
Năm 2010, Nabagesera mở một quán bar duy nhất ở Uganda dành cho những người đồng tính luyến ái, gọi là Sappho Islands. Quán này tọa lạc ở ngoại ô thành phố Kampala, nhưng đã đóng cửa trong năm 2011.
Ngày 2.8.2011, Tổ chức Freedom and Roam Uganda loan báo là bắt đầu từ ngày 10.8.2011 sẽ phát động một chiến dịch "antihomophobia" (chống lại sự thù ghét đồng tính luyến ái) mới, gọi là "Hate no more".

## Giải thưởng
Tháng 5 năm 2011, có tin báo là Nabagesera sẽ được trao Giải Martin Ennals. Ngày 13.10.2011, cô đã nhận giải này ở Genève. Theo Michelle Kagari của tổ chức Ân xá Quốc tế, thì giải này nhằm "công nhận lòng dũng cảm lớn lao của Nabagesera khi phải đối mặt với bạo lực và sự phân biệt đối xử với những người đồng tính luyến ái ở Uganda. Niềm say mê thúc đẩy sự bình quyền và việc làm không mệt mỏi của cô nhằm chấm dứt bầu không khí sợ hãi là một nguồn cảm hứng cho những nhà hoạt động bảo về quyền của người đồng tính luyến ái trên khắp thế giới..."